# Daniel Day-Lewis
Sir Daniel Day-Lewis (* 29. dubna 1957 Londýn, Spojené království) je britský herec, který roku 1993 získal irské státní občanství.

## Kariéra
Jedná se o jednoho z nejvybíravějších herců filmového průmyslu. Často setrvává po celou dobu natáčení filmu v roli své postavy a to i mimo natáčecí dny. Za filmy Moje levá noha (My Left Foot) z roku 1989, Až na krev (There Will Be Blood) z roku 2007 a Lincoln z roku 2012 získal Oscary, čímž se stal jediným hercem v historii, který třikrát obdržel Oscara v kategorii Nejlepší mužský herecký výkon v hlavní roli. Dále je čtyřnásobným držitelem ceny BAFTA, třikrát obdržel cenu Screen Actors Guild a dvakrát Zlatý glóbus za nejlepšího herce. V roce 1992 hrál hlavní roli ve filmu Poslední Mohykán.

## Filmografie
- 1971 Mizerná neděle
- 1981 Artemis 81 (TV)
- 1982 Frost in May (TV)
- 1982 Gándhí
- 1982 How Many Miles to Babylon? (TV)
- 1984 Bounty
- 1985 My Beautiful Laundrette
- 1985 My Brother Jonathan (TV)
- 1985 Pokoj s vyhlídkou
- 1986 Insurance Man, The (TV)
- 1986 Nanou
- 1988 Nesnesitelná lehkost bytí
- 1988 Pravý Američan
- 1989 Eversmile, New Jersey
- 1989 Moje levá noha
- 1992 Poslední Mohykán
- 1993 Ve jménu otce
- 1993 Věk nevinnosti
- 1996 Čarodějky ze Salemu
- 1997 Boxer
- 2002 Gangy New Yorku
- 2003 Abby Singer
- 2005 Ostrov samoty
- 2007 Až na krev
- 2009 Nine
- 2012 Lincoln
- 2017 Nit z přízraků